# Sorghum
Genre
Classification phylogénétique
Le genre Sorghum (nom vernaculaire : sorgo ou sorgho) est un genre de plantes herbacées de la famille des Poaceae (Graminées) qui comprend une vingtaine d'espèces des régions tempérées et chaudes. Plusieurs d'entre elles sont cultivées comme plantes fourragères ou comme céréales.
Le sorgho le plus utilisé est sans doute le sorgho commun (Sorghum bicolor). Néanmoins, on utilise aussi des hybrides comme le sorgho du Soudan (Sorghum ×drummondii) ainsi que d'autres espèces.
Le sorgho permet d'obtenir le gros mil, à ne pas confondre avec une autre céréale, le mil.

## Étymologie
Le nom générique, Sorghum, est dérivé d'un mot italien, sorgho ou sorgo. Ce terme italien serait lui-même dérivé du latin médiéval surico, issu du latin syricus, variante de syriacus (syrien),.

## Caractéristiques générales
Les plantes du genre Sorghum sont des plantes herbacées, annuelles ou vivaces, cespiteuses, rhizomateuses ou stolonifères, aux tiges (chaumes) dressées ou décombantes d'une longueur variable, de 60 cm à 3 (voire 4) mètres, dont les entre-nœuds sont généralement pleins.
Les feuilles ont un limbe généralement plat, linéaire ou lancéolé. Elles sont munies d'une ligule membranaire, parfois ciliée, rarement remplacée par une rangée de poils.
La plante est hermaphrodite, présentant sur le même pied des épillets soit hermaphrodites, soit unisexués mâles ou stériles, regroupés généralement en panicules plus ou moins ouvertes.
Les épillets sont disposés par paires, parfois par triplets, les épillets femelles fertiles sont sessiles tandis que les épillets mâles ou stériles sont pédicellés. 
GénétiqueLe nombre chromosomique de base est x = 5. Le genre compte des espèces diploïdes (2n = 2x = 10), tétraploïdes (2n =4x = 20), octoploïdes (2n =8x = 40), et aneuploïdes (26, 33, 38–39... chromosomes).

## Taxonomie
Le genre Sorghum a été créé par le botaniste allemand Conrad Moench en 1794 (publié in Methodus Plantas Horti Botanici et Agri Marburgensis : a staminum situ describendi 207), qui l'a séparé du genre Holcus dans lequel Linné avait regroupé en 1753 les sorghos cultivés.
Ce genre est rattaché à la sous-famille des Panicoideae, tribu des Andropogoneae et sous-tribu des Sorghastreae (synonyme : Sorghineae). Cette dernière comprend deux genres : Sorghum et Cleistachne.
Le genre Sorghum est subdivisé en six sous-genres (ou sections) regroupant environ 25 espèces :
- Eu-sorghum (Stapf) (correspond à la section Eu-sorghum de Snowden) ;
- Chaetosorghum ;
- Heterosorghum ;
- Sorghastrum (Nash) ;
- Parasorghum (Snowden) ;
- Stiposorghum.

Le genre-type est Sorghum bicolor (L.) Moench.

### Pools géniques
Comme pour toute plante cultivée, on a défini pour le sorgho trois pools géniques : primaire, secondaire et tertiaire.
Le pool génique primaire est constitué par le complexe Sorghum bicolor, incluant une espèce diploïde sauvage, Sorghum propinquum (Kunth.) Hitchc. Toutes les espèces de ce groupe peuvent se croiser facilement et produisent des hybrides fertiles. Le pool génique secondaire comprend notamment une espèce tétraploïde vivace, Sorghum halepense. Certaines espèces de ce groupe peuvent se croiser avec celles du pool génique primaire et produire des hybrides fertiles, démontrant que le transfert de gènes entre les deux groupes est possible, mais parfois difficile à réaliser. Le pool génique tertiaire comprend toutes les espèces des sections Chaetosorghum, Heterosorghum, Parasorghum et Stiposorghum. Les croisements avec les espèces du pool génique primaire nécessitent de recourir à des techniques spéciales et produisent invariablement des hybrides stériles.

### Liste d'espèces
Selon Catalogue of Life (27 août 2016) :
- Sorghum amplum Lazarides
- Sorghum angustum S.T.Blake
- Sorghum arundinaceum (Desv.) Stapf
- Sorghum bicolor (L.) Moench  (synonyme : Sorghum vulgare Pers.), le Sorgho commun
- Sorghum brachypodum Lazarides
- Sorghum bulbosum Lazarides
- Sorghum burmahicum Raizada
- Sorghum controversum (Steud.) Snowden
- Sorghum drummondii (Nees ex Steud.) Millsp. & Chase
- Sorghum ecarinatum Lazarides
- Sorghum exstans Lazarides
- Sorghum grande Lazarides
- Sorghum halepense (L.) Pers., le Sorgho d'Alep
- Sorghum interjectum Lazarides
- Sorghum intrans F.Muell. ex Benth.
- Sorghum laxiflorum F.M.Bailey
- Sorghum leiocladum (Hack.) C.E.Hubb.
- Sorghum macrospermum Garber
- Sorghum matarankense Garber & Snyder
- Sorghum miliaceum (Roxb.) Snowden
- Sorghum nitidum (Vahl) Pers.
- Sorghum plumosum (R.Br.) P.Beauv.
- Sorghum propinquum (Kunth) Hitchc.
- Sorghum purpureosericeum (Hochst. ex A.Rich.) Schweinf. & Asch.
- Sorghum stipoideum (Ewart & Jean White) C.A.Gardner & C.E.Hubb.
- Sorghum timorense (Kunth) Buse
- Sorghum trichocladum (Rupr. ex Hack.) Kuntze
- Sorghum versicolor Andersson
- Sorghum virgatum (Hack.) Stapf

Selon ITIS (27 août 2016) :
- Sorghum X almum Parodi (pro sp.)
- Sorghum arundinaceum (Desv.) Stapf
- Sorghum bicolor (L.) Moench
- Sorghum ×drummondii (Steudel) Millsp. & Chase
- Sorghum halepense (L.) Pers.
- Sorghum propinquum (Kunth) Hitchc.
- Sorghum ×randolphianum Parodi
- Sorghum trichocladum (Rupr. ex Hack.) Kuntze

Selon World Checklist of Selected Plant Families (WCSP) (27 août 2016) :
- Sorghum amplum Lazarides (1991)
- Sorghum angustum S.T.Blake (1941)
- Sorghum arundinaceum (Desv.) Stapf (1917)
- Sorghum bicolor (L.) Moench (1794)
- Sorghum brachypodum Lazarides (1991)
- Sorghum bulbosum Lazarides (1991)
- Sorghum burmahicum Raizada (1957)
- Sorghum controversum (Steud.) Snowden, J. Linn. Soc. (1955)
- Sorghum ×drummondii (Nees ex Steud.) Millsp. & Chase, Publ. Field Columb. Mus. (1903)
- Sorghum ecarinatum Lazarides (1991)
- Sorghum exstans Lazarides (1991)
- Sorghum grande Lazarides (1991)
- Sorghum halepense (L.) Pers. (1805)
- Sorghum interjectum Lazarides (1991)
- Sorghum intrans F.Muell. ex Benth. (1878)
- Sorghum laxiflorum F.M.Bailey (1889)
- Sorghum leiocladum (Hack.) C.E.Hubb. (1938)
- Sorghum macrospermum E.D.Garber (1950)
- Sorghum matarankense E.D.Garber & Snyder (1951)
- Sorghum nitidum (Vahl) Pers. (1805)
- Sorghum plumosum (R.Br.) P.Beauv. (1812)
- Sorghum propinquum (Kunth) Hitchc. (1931)
- Sorghum purpureosericeum (Hochst. ex A.Rich.) Schweinf. & Asch. (1867)
- Sorghum stipoideum (Ewart & Jean White) C.A.Gardner & C.E.Hubb., Hooker's Icon. Pl. 34 : t. 3364, p. 6 (1938)
- Sorghum timorense (Kunth) Buse (1857)
- Sorghum trichocladum (Rupr. ex Hack.) Kuntze (1891)
- Sorghum versicolor Andersson (1864)
- Sorghum virgatum (Hack.) Stapf (1917)

Selon The Plant List (27 août 2016) :
- Sorghum almum Parodi
- Sorghum amplum Lazarides
- Sorghum angustum S.T.Blake
- Sorghum arundinaceum (Desv.) Stapf
- Sorghum bicolor (L.) Moench
- Sorghum brachypodum Lazarides
- Sorghum bulbosum Lazarides
- Sorghum burmahicum Raizada
- Sorghum controversum (Steud.) Snowden
- Sorghum derzhavinii Tzvelev
- Sorghum drummondii (Nees ex Steud.) Millsp. & Chase
- Sorghum ecarinatum Lazarides
- Sorghum exstans Lazarides
- Sorghum grande Lazarides
- Sorghum halepense (L.) Pers.
- Sorghum interjectum Lazarides
- Sorghum intrans F.Muell. ex Benth.
- Sorghum laxiflorum F.M.Bailey
- Sorghum leiocladum (Hack.) C.E.Hubb.
- Sorghum macrospermum Garber
- Sorghum matarankense Garber & Snyder
- Sorghum miliaceum (Roxb.) Snowden
- Sorghum nitidum (Vahl) Pers.
- Sorghum plumosum (R.Br.) P.Beauv.
- Sorghum propinquum (Kunth) Hitchc.
- Sorghum purpureosericeum (A.Rich.) Schweinf. & Asch.
- Sorghum stipoideum (Ewart & Jean White) C.A.Gardner & C.E.Hubb.
- Sorghum timorense (Kunth) Buse
- Sorghum trichocladum (Hack.) Kuntze
- Sorghum versicolor Andersson
- Sorghum virgatum (Hack.) Stapf

## Importance économique

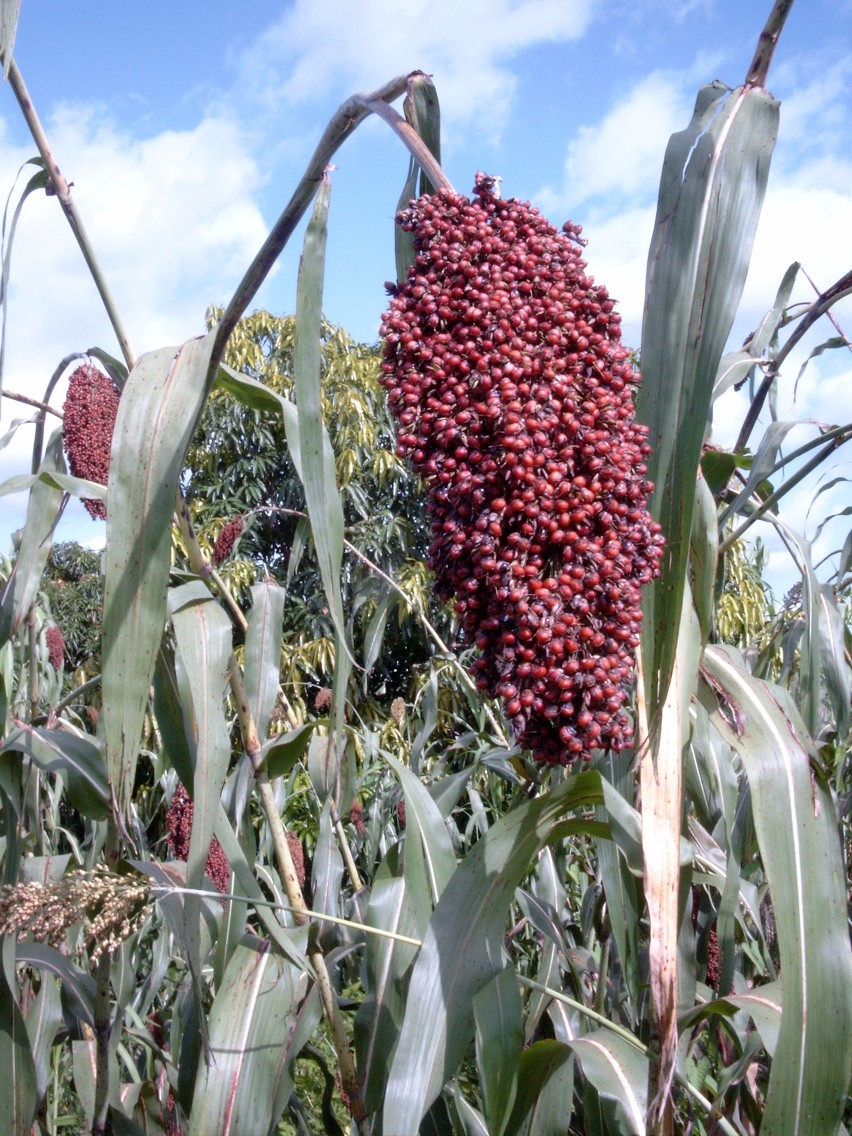
Épis de sorgo cultivé.

Une espèce, Sorghum bicolor, originaire d'Afrique et comptant désormais de nombreuses formes cultivées, est une importante culture au niveau mondial, tant pour l'alimentation humaine (comme céréale ou pour la production de sirop et mélasses) que pour l'alimentation animale (fourrage), la production de boissons alcoolisées et de biocarburants. La plupart des variétés sont tolérantes à la sécheresse et à la chaleur, et sont particulièrement importantes dans les régions arides, où ses grains sont l'un des aliments de base des populations rurales pauvres. Ces variétés sont une composante importante des pâturages dans de nombreuses régions tropicales. Sorghum bicolor est une importante culture alimentaire en Afrique, en Amérique centrale et en Asie du Sud. Le sorgho-grain est la cinquième céréale mondiale en termes de volume de production ou de surfaces cultivées, après le maïs, le riz, le blé et l’orge.
Certaines espèces de sorgho peuvent contenir, aux premiers stades de croissance de la plante, des taux de cyanure d'hydrogène, d'hordénine et de nitrates ou nitrites létaux pour les animaux de pâturage. Lorsqu'elles sont stressées par la sécheresse ou la chaleur, les plantes peuvent aussi contenir des niveaux toxiques de cyanure ou de nitrates aux derniers stades de croissance.
Une autre espèce de sorgho, le sorgho d'Alep (Sorghum halepense), par ailleurs cultivée comme plante fourragère, est une mauvaise herbe des cultures, considérée comme telle dans de nombreux pays. Elle est classée comme plante envahissante par le Département de l'Agriculture des États-Unis.